# Hans-Heinrich Reuter
Hans-Heinrich Reuter (* 26. Mai 1923 in Pirna; † 30. März 1978 in Weimar) war ein deutscher Germanist und Literaturwissenschaftler.

## Leben
Der Sohn eines Landgerichtsrates studierte von 1942 bis 1944 an der Friedrich-Wilhelms-Universität in Berlin Germanistik, Geschichte, Klassische Philologie und Philosophie. Vor Abschluss des Studiums wurde er zum Kriegsdienst eingezogen. Kurz vor dem Ende des Zweiten Weltkriegs wurde er im März 1945 im Reservelazarett Zwickau wegen Wehruntauglichkeit aus der Wehrmacht entlassen.
Nach dem Krieg studierte Reuter weiter und legte 1947 die erste und zweite Lehramtsprüfung ab. Nach seinem Studium lehrte er Deutsch, Geschichte, Griechisch und Latein an der Zwickauer Gerhart-Hauptmann-Schule, bis er 1954 kommissarisch eine Dozentenstelle für Deutsche Literatur am Pädagogischen Institut Leipzig übernahm. Diese Funktion hatte er bis 1958 inne. Mit Beginn seiner Dozententätigkeit wendete er sich endgültig der Literaturwissenschaft zu, nachdem er bereits seit 1951 in Tageszeitungen, Fachzeitschriften und literarischen Periodika publiziert hatte.
In seiner wissenschaftlichen Tätigkeit nahm Theodor Fontane einen großen Raum ein. Seine erste Veröffentlichung zu Fontane war eine Rezension von dessen Roman Vor dem Sturm. Daneben beschäftigte sich Reuter mit der deutschen Literatur des 18. Jahrhunderts und der Weimarer Klassik. Am 22. Juli 1957 legte er der Philosophischen Fakultät der Friedrich-Schiller-Universität Jena seine Dissertation Otto Ludwig als Erzähler. Seine epischen Möglichkeiten. vor.
Reuter arbeitete zunehmend als Herausgeber, u. a. für die Bände 13 bis 15 der „Berliner Ausgabe“ von Goethes Werken. Daneben war er in Weimar freiberuflicher Mitarbeiter der Nationalen Forschungs- und Gedenkstätten der klassischen deutschen Literatur in Weimar und wurde 1961  stellvertretender Direktor des Goethe- und Schiller-Archivs der Nationalen Forschungs- und Gedenkstätten. Seine im November 1967 von der Jenaer Universität angenommene Habilitationsschrift Entscheidung und Meisterschaft. Theodor Fontane 1870–1898. veröffentlichte er als drittes Buch in seiner zweibändigen Fontane-Monographie.
Von 1967 bis 1972 war Reuter Direktor des Instituts für deutsche Literatur der Nationalen Forschungs- und Gedenkstätten der klassischen deutschen Literatur in Weimar. Bis zu seinem Tod arbeitete er zusammen mit Werner Rieck am 6. Band des Kompendiums Geschichte der deutschen Literatur, der im Oktober 1979 erschienen ist.
Ab 1964 war Reuter als inoffizieller Mitarbeiter (IM) "Giesshübler" für die HA XX des MfS, Bezirksverwaltung Erfurt, tätig (BStU Erfurt, Az. 542/78 Bd. 1 u. 2).

## Auszeichnungen
Hans-Heinrich Reuter wurde 1972 mit dem Westberliner Fontane-Preis ausgezeichnet.

## Veröffentlichungen (Auswahl)
- Dichters Lande im Reich der Geschichte. Aufsätze zur deutschen Literatur des 18. und 19. Jahrhunderts. Hrsg. von Regine Otto. Berlin/Weimar 1983.